# Éoulx
Éoulx – miejscowość we Francji, w gminie Castellane, w departamencie Alpy Górnej Prowansji.
Do 1973 roku była siedzibą gminy Éoulx.

## Historia i demografia
Miejscowość istniejąca od średniowiecza. Zamieszkała w XIX stuleciu przez ponad dwieście osób, w XX wieku ulegała systematycznemu wyludnianiu i według ostatnich danych z 1968 roku liczyła 19 mieszkańców.

## Zabytki
- Zamek z 1381 roku, przebudowany w XVII/XVIII wieku, o bogato zdobionych wnętrzach, pozostający do rewolucji własnością rodziny Raimondis
- Kościół parafialny p.w. św. Poncjusza z XVI/XVII wieku, w XIX przebudowany, wewnątrz obraz Dziewica z Dzieciątkiem w otoczeniu św. Poncjusza i św. Sebastiana, François Mimault (1580-1652)[2]
- Kaplica św. Poncjusza z XII wieku, na terenie dawnej wsi, obecnie samotna
- Kaplica Notre-Dame, datowana na XVII wiek, zrujnowana
- Kaplica św. Antoniego, niewielka, zbudowana na przełomie XVIII/XIX wieku, leżąca między Éoulx a La Garde[3].

## Ludzie związani z gminą Éoulx
- Joseph de Richery (1757-1798), kontradmirał francuski
- Charles-Alexandre de Richery (1759-1830), biskup Fréjus i arcybiskup Aix

## Galeria

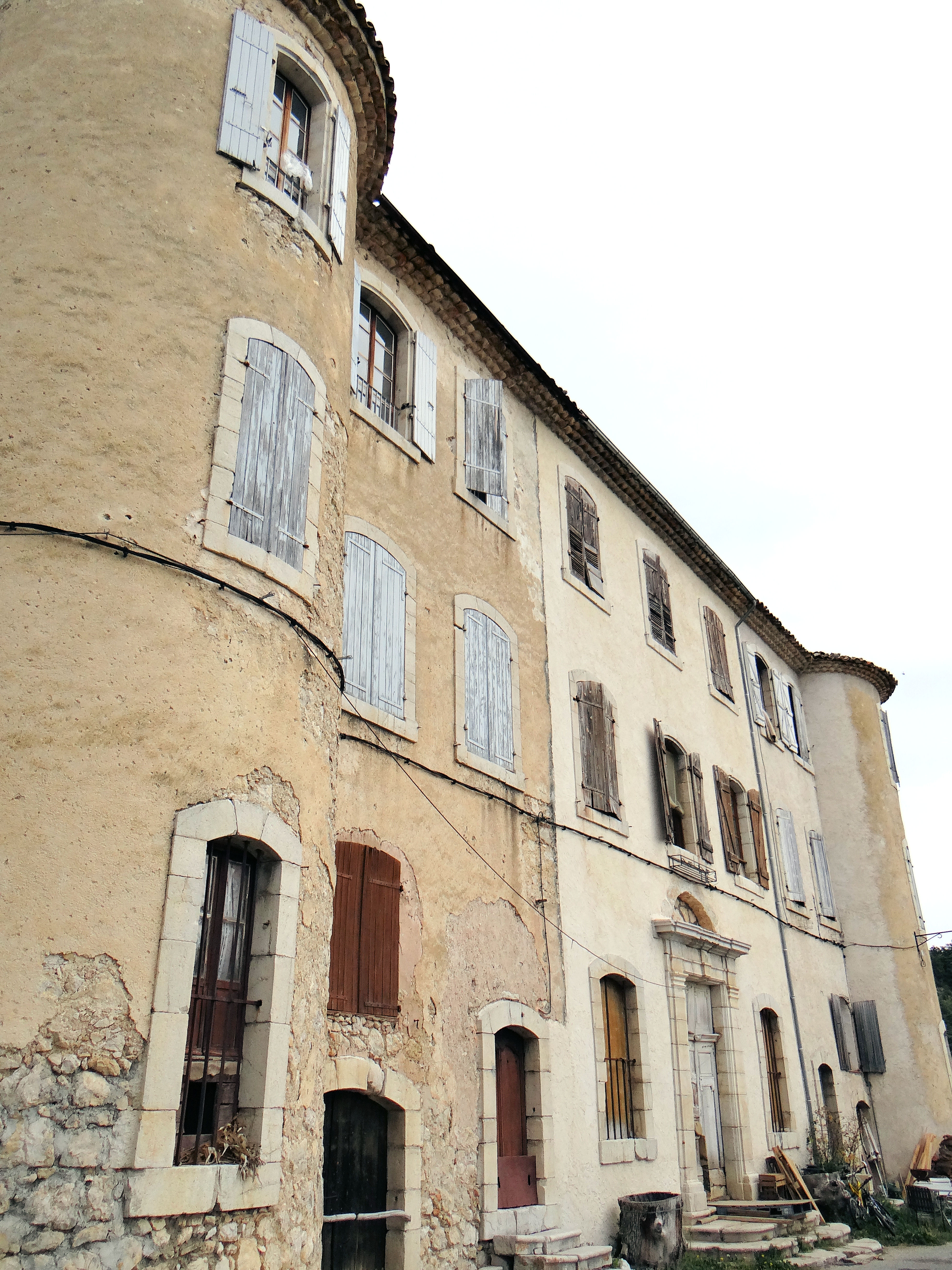
Zamek, fasada zachodnia
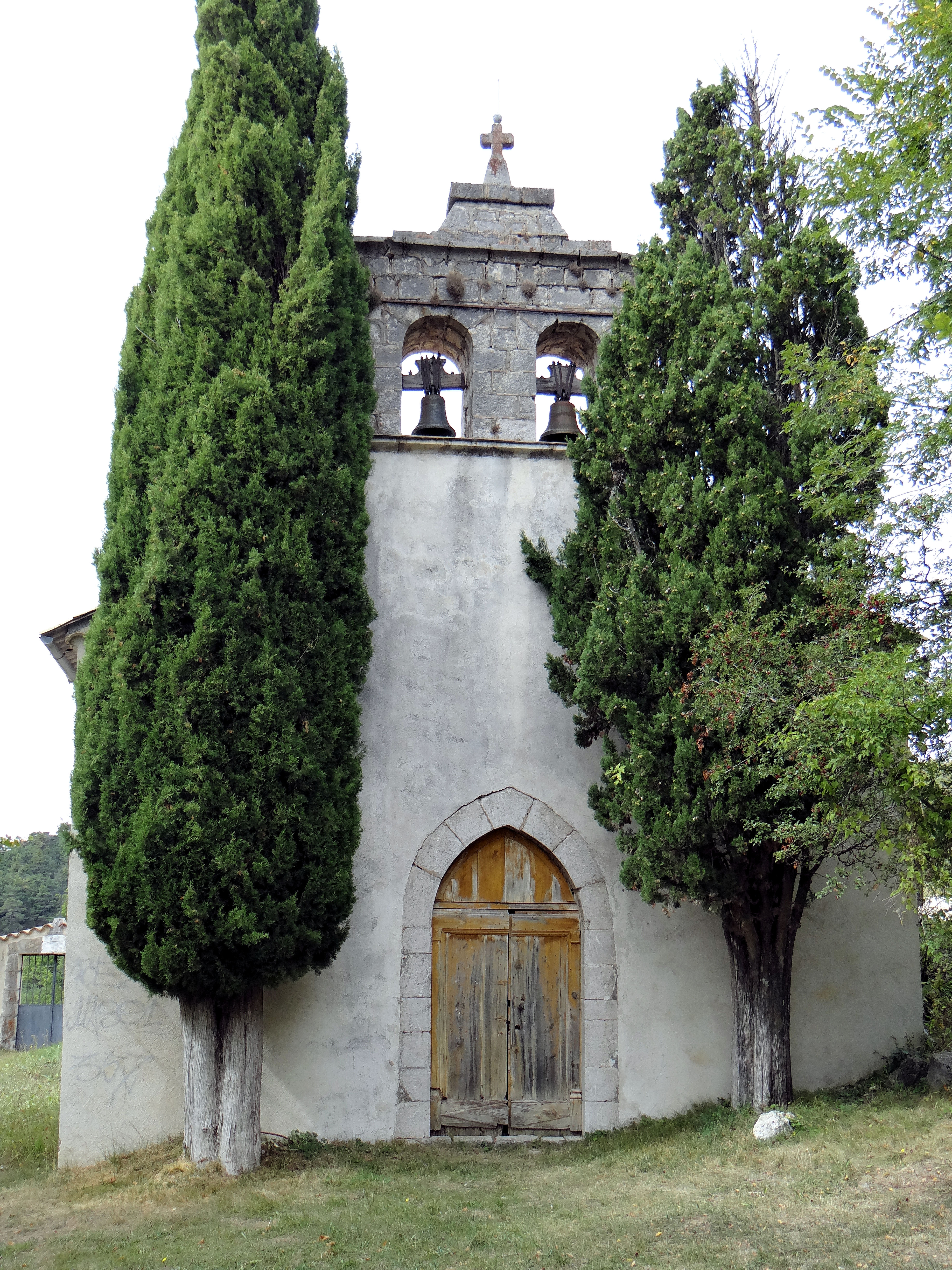
Kościół św. Poncjusza
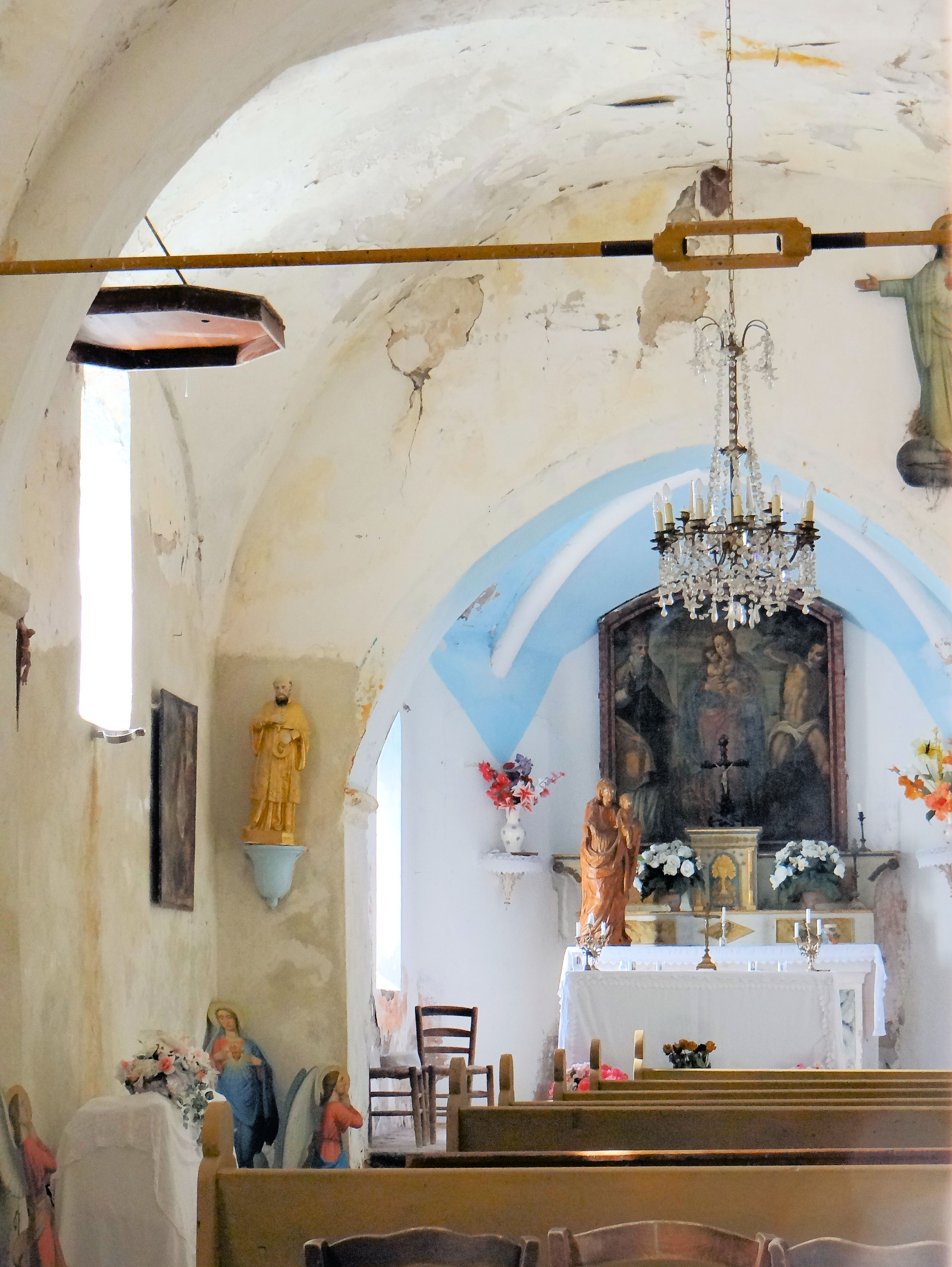
Kościół św. Poncjusza, wnętrze
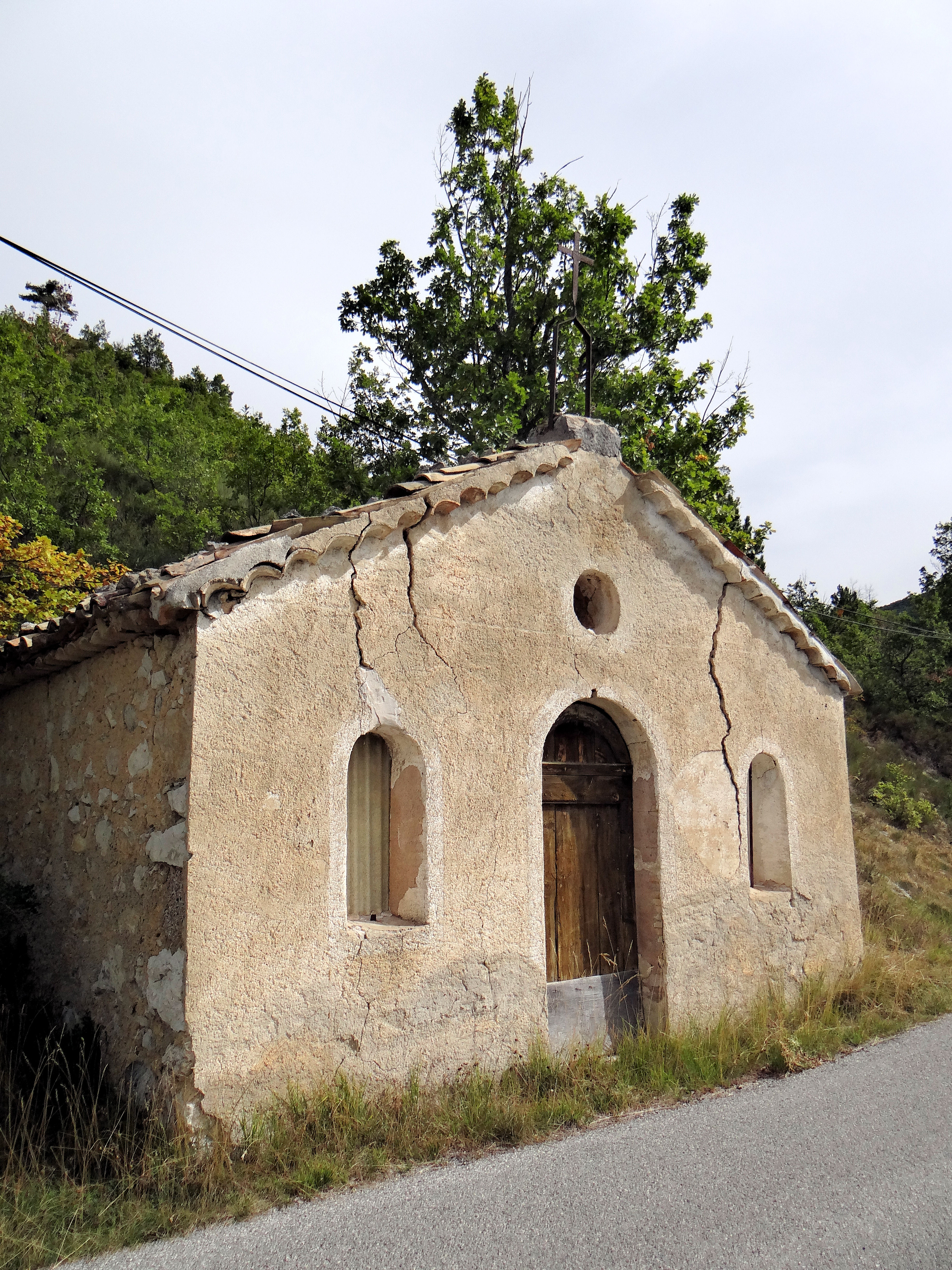
Kaplica św. Antoniego